# Lydia de Vega
Maria Lydia de Vega-Mercado (26 de dezembro de 1964 - 10 de agosto de 2022) foi uma atleta filipina considerada a mulher mais rápida da Ásia na década de 1980. Ele representou as Filipinas nos Jogos Olímpicos de Verão de 1984 e 1988.
Em 2018, de Vega foi diagnosticada com câncer de mama em estágio 4. Ela morreu em 10 de agosto de 2022 em um hospital em Makati, nas Filipinas, aos 57 anos.